# 艾马维尔
艾马维尔（法語：Aymavilles，法語發音：[ɛmavil]）是意大利瓦莱达奥斯塔大区的一个市镇。总面积53平方公里，人口2010人，人口密度37.9人/平方公里（2009年）。ISTAT代码为007008。